# Atanasio IV di Gerusalemme
Atanasio IV (fl. XV secolo) è stato un arcivescovo ortodosso bizantino, patriarca di Gerusalemme nella seconda metà del XV secolo, la cui storicità è tuttavia controversa.

## Fonti documentarie
Atanasio IV è attestato dal 1452 al 1460 nelle cronotassi tradizionali dei patriarchi di Gerusalemme, tra Teofane II (1450-1452) e Giacomo II (circa 1460).
Questo patriarca è noto soprattutto perché, nel 1458, dopo essere fuggito da Gerusalemme, riuscì a raggiungere Costantinopoli, da pochi anni conquistata da Maometto II, fece atto di sottomissione al sultano e ottenne in cambio la conferma e il possesso dei luoghi santi di Gerusalemme, sanciti da un firmano dello stesso Maometto II. Alcuni autori ritengono che l'atto del sultano sia un falso e che Atanasio sia un patriarca spurio, mentre altri ritengono poco verosimile la storia trasmessa dalla tradizione ortodossa. La storia e l'atto del sultano trovano invece credito presso le Chiese ortodosse e in recenti studi storici.
La cronologia di questo patriarca (1452-1460) non si adatterebbe tuttavia con quella del patriarca Gioacchino, che era ancora vivo agli inizi degli Anni Sessanta del secolo. Per questo motivo in alcune cronotassi patriarcali rivisitate con fonti documentarie il nome di Atanasio IV è omesso. Altri invece posticipano il patriarcato di Atanasio IV ad una data incerta tra il 1460 e il 1468.
Ad Atanasio IV sono poi attribuite 66 omelie, di cui 55 per le domeniche e le altre 11 per le feste principali dell'anno. Tuttavia l'attribuzione di questi sermoni è controversa. Alcuni autori, dopo analisi critica dei testi, ritengono che siano da attribuire ad un omonimo patriarca precedente, probabilmente Atanasio II (1229-1244).